# Malka Family
Pour les articles homonymes, voir Malka.
 (décembre 2017).
Malka Family est un groupe de funk français fondé en 1988 à Paris. 

## Histoire
Après avoir organisé en 1987 les soirées « Chez Roger Boîte Funk » (avec DJ Dee Nasty et Loïc Dury), Joseph Guigui et Laurent « Isaac » Cohen respectivement guitariste et tromboniste du groupe Human Spirit, décident de créer un groupe de funk à la française. À leurs côtés : François Bercovici (chant), Stéphane Malca (clavier), Anne « Elka » Possompes (chant), Dany'O Thomasi (basse), Séb Dupouey (batterie), Woody Braun (sax), Gilles Garin (trompette) et Hervé Sfez dit Xeus (claviers).
Hervé dit Xeus est cité dans le livre "Le Lambeau" de Philippe Lançon comme l'un des aide-soignants qui l'a accompagné dans son hospitalisation de réparation faciale après l'attentat de Charlie Hebdo dont Lançon est un survivant.
Leur premier album Malka On The Beach sort en 1991 et le groupe démarre une tournée de concerts, souvent suivis d'une soirée (Tous à la) Discomobile. 
Rico Adiko (guitare) et Yvan Tamayo (percussions) s'ajoutent à la formation et en 1992 Warner France les signe pour un 2e album Tous des Oufs, projet de space opera P-Funk où sont invités Sidney, Dee Nasty, Marco Prince (FFF) et Juan Rozoff.

Le groupe est programmé dans des festivals en France, Suisse, Italie, Angleterre, Hollande, Allemagne, Danemark, Finlande, Namibie et Japon.
En 1994, il redevient indépendant et enregistre un disque avec Big Cheese Records (Fricassée 2 Funk, Fracassée 2 Freaks), deux nouveaux choristes Gilda Peter et Fabrice « Beyonder » Mbea intégrant la formation, rejoints ensuite par Jay Murphy et Cool Jam (Delavoix) aux claviers.
Malka Family se sépare juste après la parution en 1997 de son dernier album enregistré avec Renaud Letang Fotoukonkass (RCA/BMG), pour des raisons logistiques, la formation comportant plus de 14 membres lors de sa dernière tournée. Leur dernier concert aura lieu aux FrancoFolies de Montreal. Entre 1990 et 1997, Malka Family aura donné plus de 300 concerts en France et à l'étranger.
Après une pause de 18 ans, le groupe se reforme en 2015, intégrant deux nouveaux membres: Sév K (chant) et Romain van den Berg (batterie) et donne une série de concerts à Paris ainsi qu'en France et en Suisse. Un nouveau single Donne-moi ça paraît en avril 2017, suivi d'un nouvel album auto-produit, Le Retour du Kif, sorti le 24 novembre 2017. Le 1er janvier 2018 sort le second clip extrait de leur nouvel album Minnou (Minou).
Deux concerts (complets) accompagnent la sortie du disque à Paris: La Cigale en janvier et le Casino De Paris en juillet 2018, en double plateau avec George Clinton & Parliament Funkadelic, ainsi qu'une tournée à travers la France notamment aux festivals Jazz à Vienne, Nancy Jazz Pulsation, NoLogo Festival, en Espagne au festival Enclave de Agua et en Belgique (Copacobana Festival / Gent).

## Discographie
- 1990 : Rlackboots avec Human Spirit et Clark International (Platform)
- 1991 : Malka On The Beach (Platform)
- 1992 : Tous Des Oufs (Warner Music France)
- 1994 : Fricassée 2 Funk, Fracassée 2 Freaks (Big Cheese Records)
- 1995 : Faites du Bruit/ Live 90-94 (Platform)
- 1997 : Fotoukonkass (RCA/BMG)
- 2006 : Best Of et DVD Kifologie (Madioko)
- 2017: Le Retour Du Kif (Saint Paul Force)
- 2021: Superlune